# Ком (хижина)
Название «Ком» носят 2 туристические хижины — новая и старая, в Берковских Балканах, у подножия одной из высоких вершин Стара-Планина — Ком. Оба домика двухэтажные, электрифицированы и подключены к водопроводу. Две хижины служат отправной точкой для покорения болгарской части европейского туристического маршрута Е-3, также известного как маршрут Ком – Емине.

## Старая хижина

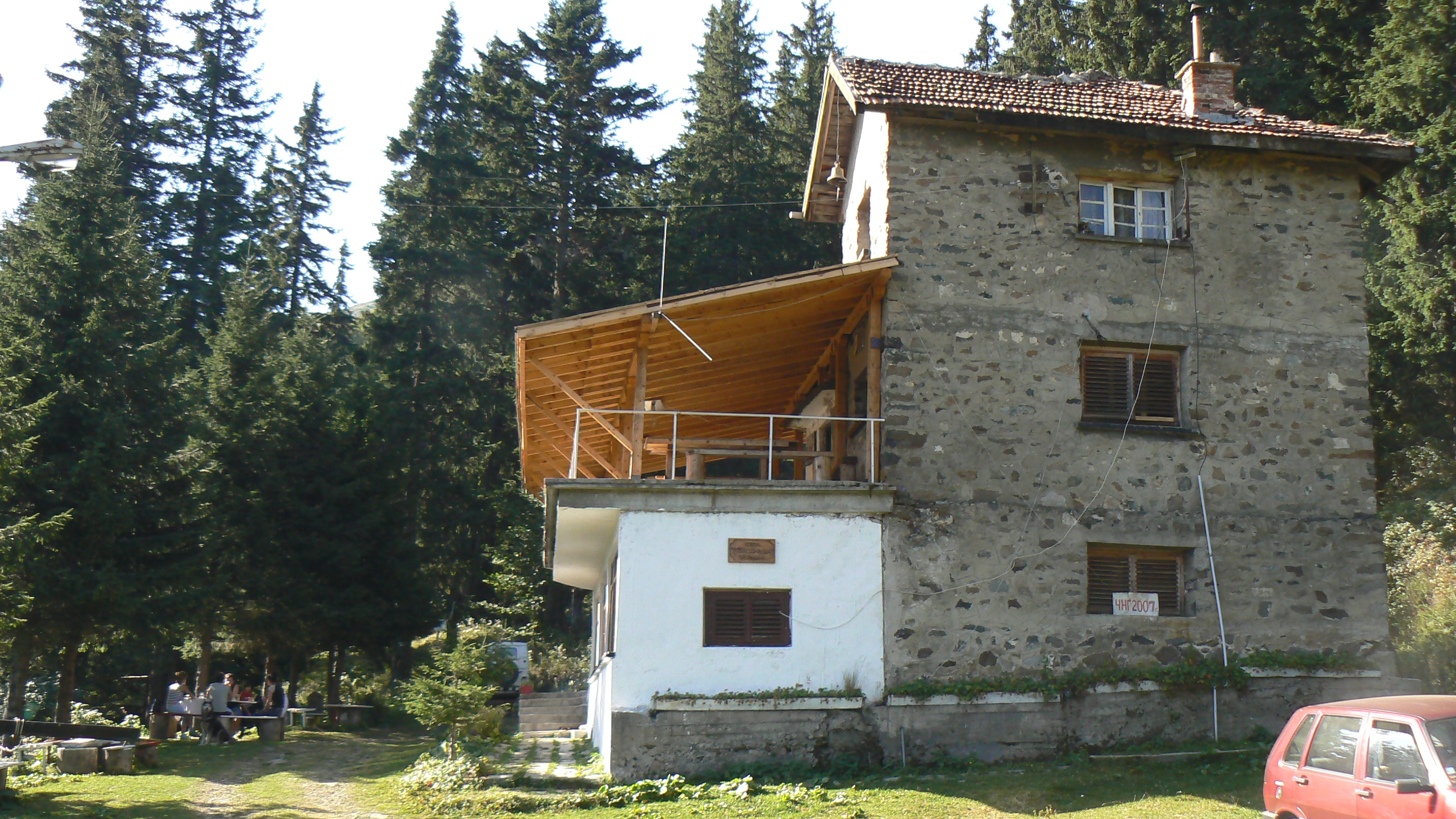
Старая хижина

Старая хижина расположена в районе Покоя на высоте 1620 м. Здание рассчитано на 28 мест с наружными и внутренними санузлами. Имеется туристическая кухня и столовая. Отопление на твёрдом топливе и электропечках.
Находится примерно в 30 минутах от новой хижины по грунтовой дороге, а от неё идут тропы на гору Ком (около 1,5 — 2 часов) в районе Малак Самар, село Бырзая и летняя туристическая дорога к хижине Петрохан.

## Новая хижина

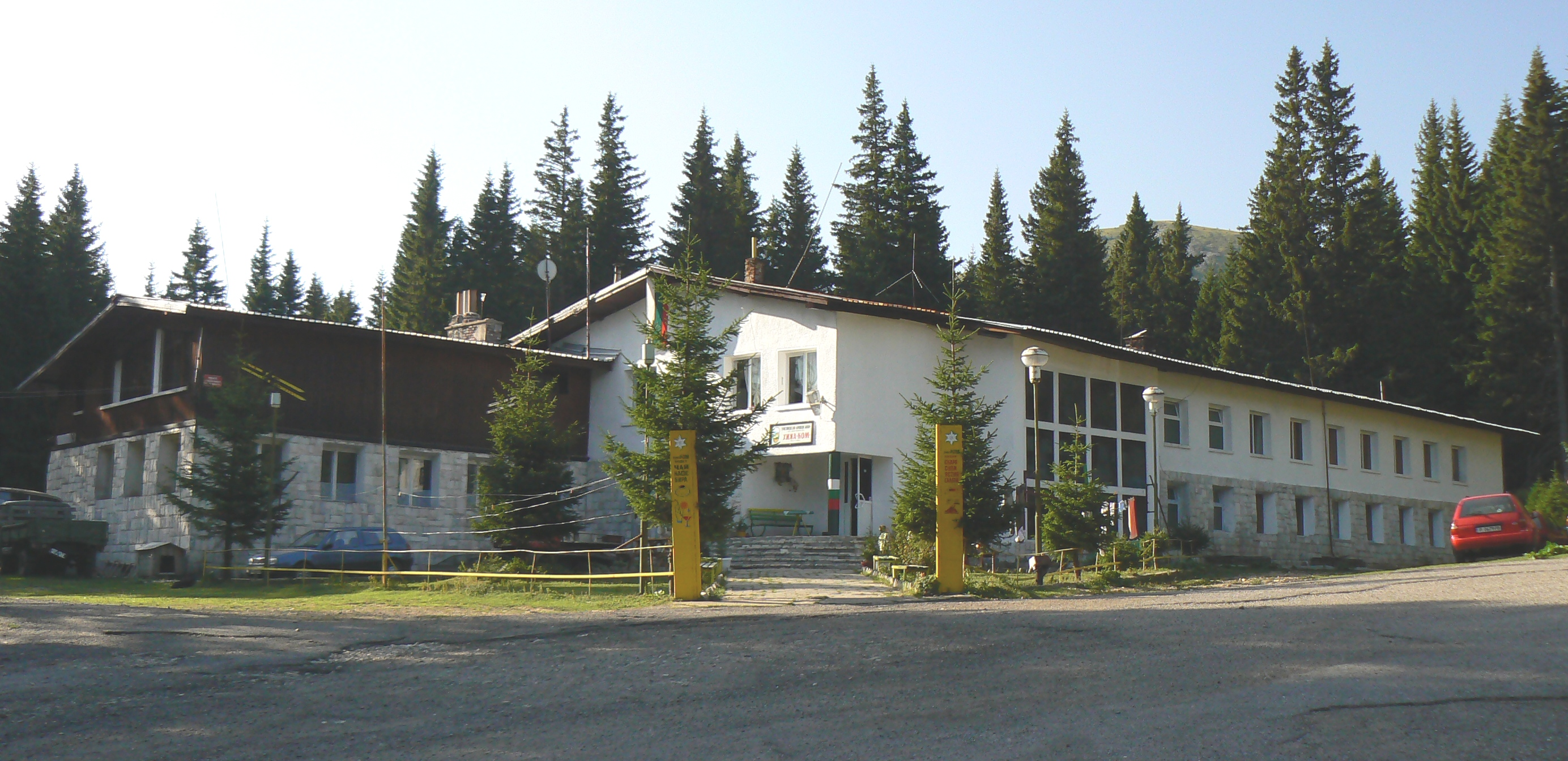
Новая хижина

Новая хижина «Ком» расположена в районе Горна Кория на высоте 1506 м. Здание массивное, рассчитано на 120 мест. В домике центральное отопление, половина номеров имеет общий санузел на этаже, а другая половина — с раздельными блоками. В нём есть ресторан, туристическая кухня и столовая.
До новой хижины можно добраться по хорошей асфальтированной дороге из Берковицы (около 14 км) и около 3,30 часов пешком по обозначенным тропам из Берковицы и Петроханского прохода. Ближайшие туристические объекты: Вазов Камык (около 20 минут), пик Штырковица (около 40 минут), хижина «Малина» (около 3 часов), лагерь «Прышковица» (около 2 часов). В новой хижине находится туристическая печать горы Ком.

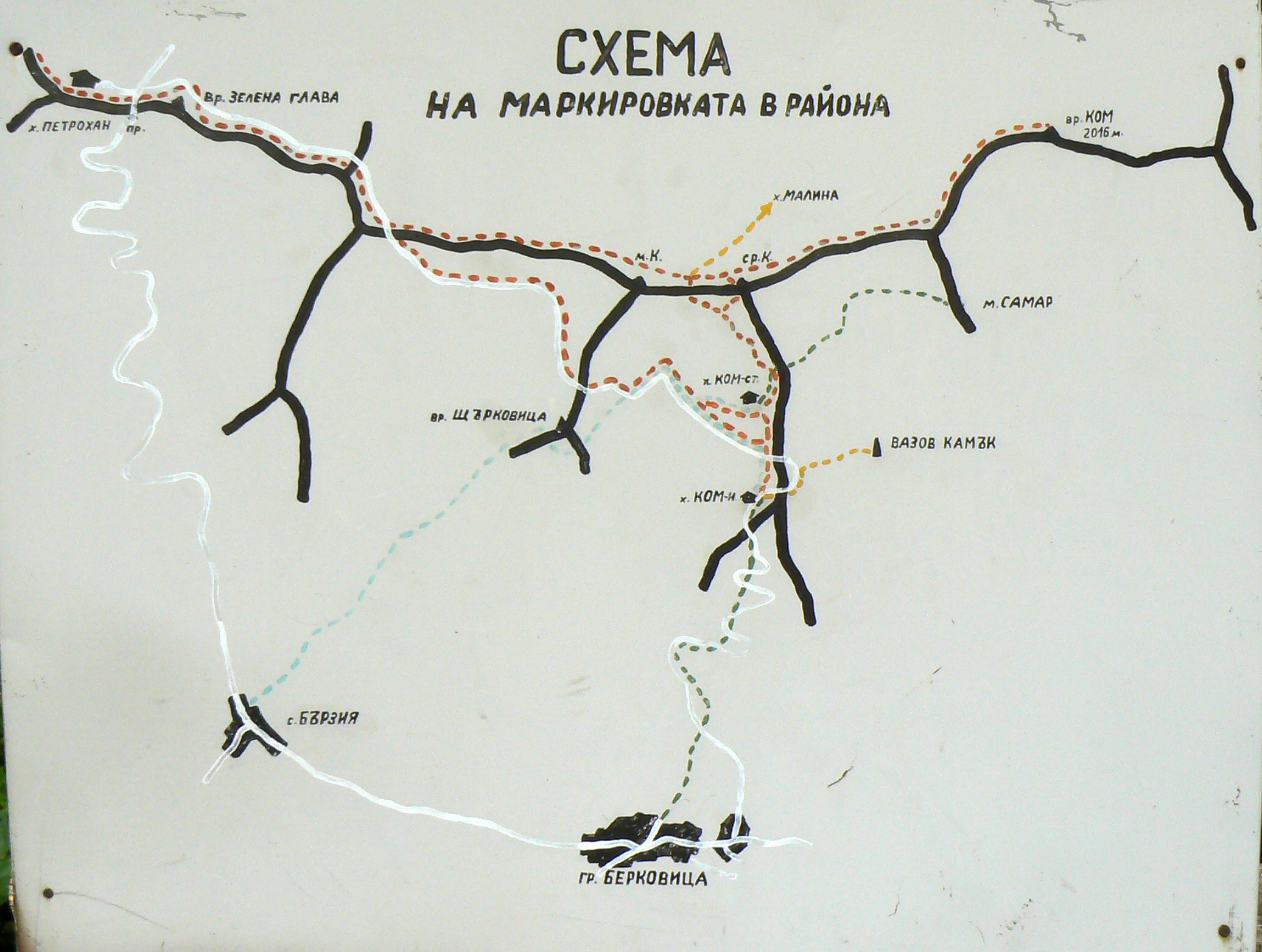
Карта маршрутов в районе новой хижины
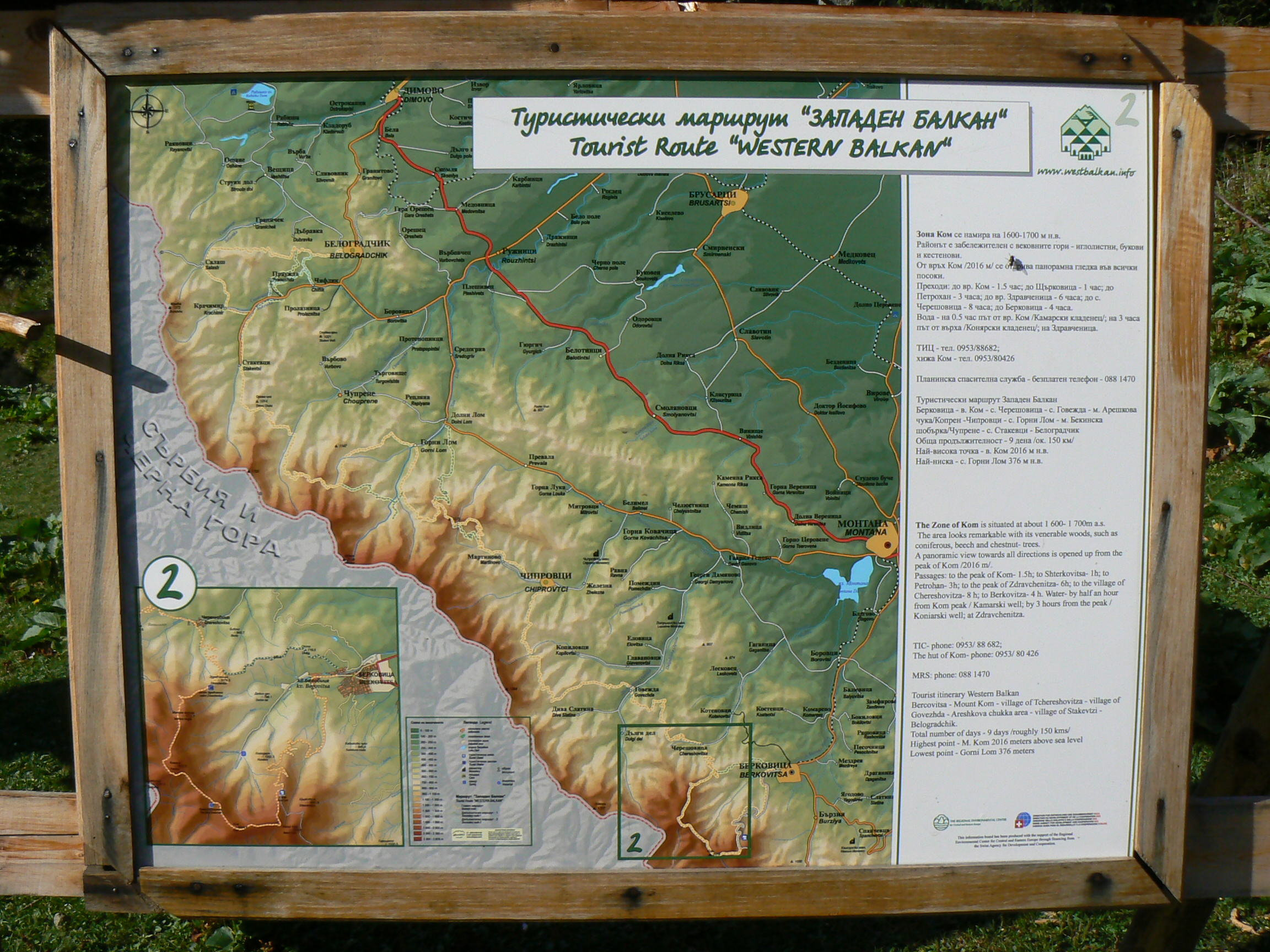
Информационная табличка перед новой хижиной
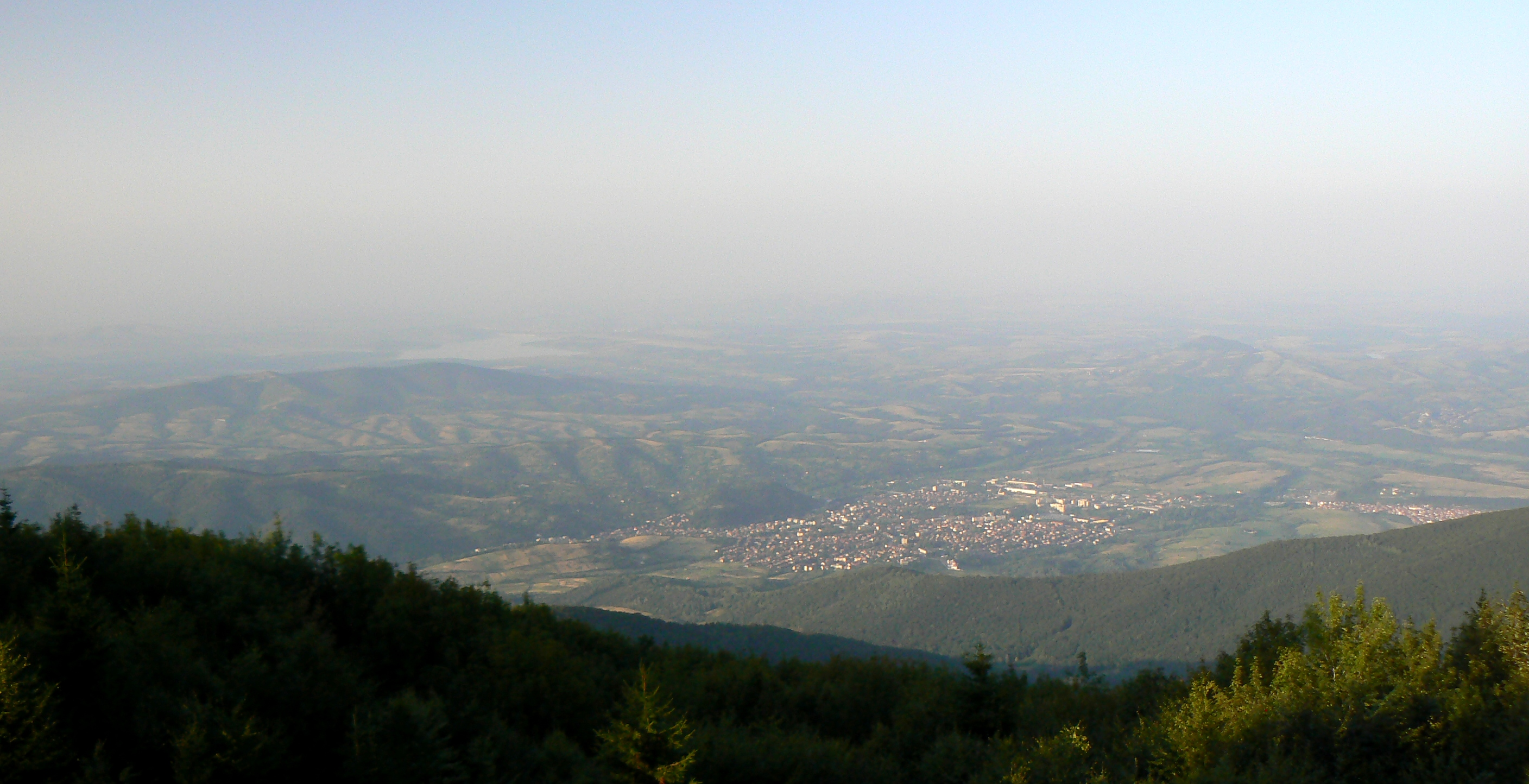
Вид на Берковицу с высоты новой хижины Ком